# 폴 소비노
폴 앤서니 소비노(영어: Paul Anthony Sorvino, 1939년 4월 13일~2022년 7월 25일)는 미국의 배우이다.

## 출연 작품
- 겜블러 (1974)
- 좋은 친구들 (1990)
- 넉 오프 (1998)